# Serolina yongei
Serolina yongei är en kräftdjursart som först beskrevs av Hale 1933.  Serolina yongei ingår i släktet Serolina och familjen Serolidae. Inga underarter finns listade i Catalogue of Life.